# 福島珠理
福島 珠理 （ふくしま じゅり、1992年12月16日 - ）は、日本の女優、映画監督。

## 人物
埼玉県飯能市出身。東京藝術大学大学院映像研究科映画専攻プロデュース領域修士課程修了。和エンタテインメント所属。杉野希妃とのアシスタントとしてプロデューサー兼女優としてキャリアをスタートさせ、主に女優、プロデューサーとして活動している。

## 経歴

### 生い立ち
幼少期からクラシックバレエ、日本舞踊、声楽などを習う。埼玉県立芸術総合高等学校で舞台芸術を学び、フェリス女学院大学文学部コミュニケーション学科に進学する。

### 女優としてデビュー
2014年、大学在学中に杉野希妃のことを新聞記事で知り『3泊4日、5時の鐘』（14/三澤拓哉監督）のオーディションに応募、そのオーディションで、監督から注目され、ヒロインの１人でもある原彩子役を射止める。同じオーディションで友人役に選ばれたのが 夏都愛未であった。同時に和エンタテインメントのインターンになり、就職先が決まっていたものの内定を断り、2015年東京藝術大学大学院映像研究科映画専攻プロデュース領域に進む。

### 映画プロデューサーへの道
2015年に撮影した日仏合作の『海の底からモナムール』（15/ロナンジル）で初めてプロデューサーとして製作に関わる。その後、2016年の『雪女』（16/杉野希妃）ではコプロデューサーとして、どちらも出演せず製作全般を経験する。2017年東京藝術大学大学院映像研究科修士課程を修了後、プチョン国際ファンタスティック映画祭のFantastic Film Schoolの参加メンバーに選ばれる。2018年に企画から監督の夏都愛未と２人で手掛けたプロデュース兼出演作品「浜辺のゲーム」を製作する。

## 作品

### 映画（作品）
- 3泊4日、5時の鐘（2014年、三澤拓哉監督、日本・タイ合作） -アシスタントプロデューサー ※シンガポール国際映画祭、マラケシュ国際映画祭、北京国際映画祭脚本賞、第3回シロス国際映画祭作品賞
- 雪女（2016年、杉野希妃監督）-コプロデューサー  ※東京国際映画祭コンペティション部門
- 海の底からモナムール（2017年、ロナン・ジル監督、日本・フランス合作）-プロデューサー
- 21世紀の女の子「珊瑚樹」（2019年、夏都愛未監督）-制作
- 浜辺のゲーム（2019年、夏都愛未監督）-プロデューサー

## 出演

### 映画（出演）
- 3泊4日、5時の鐘（2014年、三澤拓哉監督、日本・タイ合作） -原彩子役 ※シンガポール国際映画祭、マラケシュ国際映画祭、北京国際映画祭脚本賞、第3回シロス国際映画祭作品賞
- 再恋（2017年、中田圭監督）
- 四月の永い夢（2018年、中川龍太郎監督）-水野彩花 役
- 21世紀の女の子「珊瑚樹」 （2019年）-理央 役
- 浜辺のゲーム（2019年）- 唯 役
- 合間にて（2019年、中田圭監督）